# アルトゥル・ユスポフ
アルトゥル・リモヴィッチ・ユスポフ（Artur Rimovich Yusupov 、ロシア語: Артур Римович Юсупов、1989年9月1日 - ）は、ロシア・サマーラ出身のプロサッカー選手。FKソチ所属。ポジションは、ミッドフィールダー。

## クラブ経歴
2006年、ロシア・ナショナル・フットボールリーグ所属のクリリヤ・ソヴェトフ＝SOKディミトロフグラードでプロキャリアをスタート。
2009年、FCディナモ・モスクワに移籍。PFCスパルタク・ナリチク戦でロシア・プレミアリーグデビュー。

## 代表歴
2015年11月の親善試合・クロアチア代表戦でA代表デビュー。2016年6月、イゴール・デニソフの負傷離脱に伴いUEFA EURO 2016のメンバーに追加選出された。